# Lespesia westonia
Lespesia westonia là một loài ruồi trong họ Tachinidae.